# Evolution (песня Korn)
Evolution (с англ. — «Эволюция») — песня ню-метал-группы Korn и первый сингл с их восьмого студийного альбома, Untitled. Это один из четырёх треков, барабанные партии к которому были записаны Бруксом Вакерманом из Bad Religion (ныне барабанщик Avenged Sevenfold).
Видео на песню было снято Дэйвом Мейерсом, который уже ранее работал над видео Korn («Did My Time» и «Twisted Transistor»). На видео присутствует временный концертный барабанщик Korn Джои Джордисон (Slipknot, Murderdolls) и поднимается тема человеческой деградации.
Впервые видео было показано перед канадскими фанатами на канале Much MOD, 23 июля, 2007. Видео изображало сходство человека и шимпанзе, и показывало группу, выступающую в тёмно-красном окружении, которое впоследствии оказывается мозгом шимпанзе.

## Джонатан Дэвискомментирует значение песни
Я обращаю внимание на глобальные климатические проблемы. Это не политическое дерьмо в духе Эла Гора. Я просто задаюсь вопросом, будет ли моим детям где жить?

## Список композиций
американский промо-CD
1. «Evolution» (Reverse Clean) — 3:37
2. «Evolution» (Super Clean) — 3:38
3. «Evolution» (альбомная версия) — 3:39

британская CD-версия
1. «Evolution» (альбомная версия) — 3:39
2. «Evolution» (Dave Audé Remix) — 3:41

британская виниловая версия
1. «Evolution» (альбомная версия)
2. I Will Protect You

### Позиции в чартах
| Чарт (2007)                              | Позиция |
| ---------------------------------------- | ------- |
| UK Singles (The Official Charts Company) | 114     |
| US Dance/Club Play Songs (Billboard)     | 18      |
| US Alternative Songs (Billboard)         | 20      |
| US Mainstream Rock Songs (Billboard)     | 4       |